# 輪廻戦記ゼノスケープ
輪廻戦記ゼノスケープ （りんねせんきゼノスケープ）は転生をテーマにしたテーブルトークRPG。
システムデザインは藤浪智之により行われ、エンターブレインから出版されている。

## 概要
『輪廻戦記ゼノスケープ』の舞台となる地球は、超古代文明の転生者たちが作った秘密結社により歴史を支配されている。彼ら「光の使徒」は人類全体の精神を次のステージに覚醒させて、かつての超古代文明のような高度な精神文明を地球に取り戻すことを目的としている。
一方、PCたちは太古の記憶を覚醒させつつも現世の存在を肯定し、今という時代を守るために「光の使徒」らの人類覚醒の陰謀に立ち向かう「夜明けの戦士」たちだ。
光の使徒の結社は複数存在し、全人類覚醒後の理想世界のヴィジョンや、人類覚醒のための手段は結社ごとに異なる。そのため、結社ごとの対立は激しく、PCたちは場合によっては複数の結社を相手にしたり、ある結社の陰謀を崩すため別の結社と共闘することもあるだろう（多数の勢力が陰謀剣術を繰り広げるスパイゲームめいた展開は、このゲームの魅力の一つとなっている）。

## ゲームシステム
『輪廻戦記ゼノスケープ』のゲームシステムは「前世の記憶」という曖昧模糊なものを扱うがゆえに、その曖昧さをあえて強調する形で表現しており、他に類を見ない独特なものとなっている。

### キャラクターの能力
キャラクターの能力は、天体を象徴する17種類の過去から変わらない因果の身分「アスペクト」と、チェスの駒を象徴する7種類の現在の力「ピース」から一つずつ選ぶことで決定される。
ピースからキャラクターの特技などを決定し、アスペクトからキャラクターがもつ太古の魔法の力「秘技」が決定される。
アスペクト
- 太陽（Sun） 〜輝ける支配者〜
王侯貴族や光輝くスターたちの転生者。そのカリスマにより、人心を掌握する。
- 水星（Mercury） 〜坩堝の術師〜
魔術師や発明家の転生者。錬金術を得意し、物質の組成すらも操る。
- 金星（Venus） 〜美の女神〜
愛や感情を司る者。癒しを得意とする。古今東西の美女や姫。
- 地球（Gaia） 〜大地の巫女〜
自然と共感する者。民間信仰における巫女や司祭などのシャーマン。
- 火星（Mars） 〜深紅の軍神〜
戦いに生きる者。武士や騎士などの戦いの歴史を築いてきた者。
- 木星（Jupiter） 〜言霊の司〜
雷と言霊を操る者。詩人や作家、音楽家。
- 土星（Saturn） 〜時の賢者〜
時を操る求道者。哲学者や思想家、僧侶、学者などの賢者。
- 天王星（Uranus） 〜天空の翔士〜
風に乗り、空を飛ぶ者達。宇宙飛行士やパイロットなどの空を目指す職業の者。
- 海王星（Neptune） 〜幻術の道士〜
策謀家にして幻術士。手品師や役者、詐欺師などの現実と日常に身を置く魔術師。
- 冥王星（Pluto） 〜静かなる死神〜
死を司る処刑人。暗殺者や処刑人、医者や葬儀屋などの死にまつわる者。
- 月（Moon） 〜銀光の魔女〜
かつて月に暮らしていた知的種族「猫」の転生者。ウィッチクエストの魔女。
- 彗星（Comet） 〜永遠の旅人〜
旅人にして語り部。転生と共に、旅と記録を繰り返す。探検家や旅芸人、伝道師などの旅人。
- 小惑星（Asteroids） 〜人ならざる者たち〜
獣の力の使い手。動物や妖怪、幽霊などを含む、人外の者たちの転生。
- 人工の星（Metal Star） 〜からくりの魂〜
機械生命体の転生者。魂を持つ機械や、機械や道具を操る術に長ける者に転生する。
- 羅睺星（Rahu） 〜反逆の堕天使〜
超古代文明を滅ぼしたとされる、まつろわぬ者達の転生者。不気味な技を操る。
- 深宇宙（Deep Space） 〜彼方よりの異人〜
地球外からの来訪者の転生者。異星の力を解き放つ。
- 竜の星（Dragonia） 〜太古よりの竜人〜
かつて、人類以前に地球に君臨していた「竜人」の転生者。超古代文明の遺物を操る。NPC専用。

ピース
- 皇帝（King） 〜孤高の王〜
社会戦を得意とする。体は弱いが、王らしく権力や地位、部下などを用いて運命を切り開く。
- 聖母（Queen） 〜戦う女王〜
強大な力を持ち、超能力を縦横無尽に操る。個人戦闘力は最も高い。
- 僧正（Bishop） 〜斜に生きる戦士〜
トリッキーな策略家。遠距離より火器や式札を用いて攻撃し、相手の意表を突く。
- 騎士（Knight） 〜誇りを胸に駆ける者〜
機動力を生かして相手に近づき攻める。正々堂々を信条とする。
- 鉄壁（Rook） 〜守り抜く重戦士〜
大火力を誇る重戦士にして、寡黙な護り手。
- 歩む者（Pawn） 〜可能性を秘めた若人〜
少年少女。他のピースに比べると能力は劣るが、進化する「可能性」を秘めている。
- 道化（Checker） 〜見つめるトリックスター〜
王を嘲るピエロ。本来チェスには存在しない、第七の知られざる駒。そのためか皮肉屋で、自由奔放な存在。

### 行為判定
ゲームの行為判定の方法は、基本判定ではダイスとトランプを併用するもので、(1)トランプを「難易度」枚引き、札の数値の合計値から目標値を決定。(2)プレイヤーは判定に使用する能力値を宣言、GMの許可を受けたら、ダイスをn個振り、「その中の任意の2D6＋能力値」が達成値となる。達成値が目標値を上回っていたら成功。なお、GMが固定の難易度を使用したい場合には(1)の過程を飛ばしても良い。また、PCは「覚醒点」を消費することで達成値を上昇できる。

### 秘技の判定
秘技を使用する場合、手札からコストのスートの札を場に出す（最大でその秘技のLV枚）。出した札の数値の合計値と、既に場に置かれている同じスートの枚数との合計値が秘技の達成値となる。秘技の達成値は、それを回避する能力値との対抗判定などに使われる。
場にたまったトランプは秘技の効果に大きく関わり、たまればたまるほどダイスの判定が不利になっていく。

### 前世の姿「アイズ」
このゲームでは、前世の姿は「アイズ」というデータであらわされる。アイズはゲーム的には特殊能力を使用できるスキルのようなもので、たとえば『剣豪』のアイズを持つ者ならば、馴染むように刀を振るうことができる。
アイズは88種類が用意されていて、キャラクターの成長によってアイズを増やすことができる。

### 記憶の断片「ヴィジョン」
キャラクターの成長に必要な経験点は、「前世の記憶の断片」という形で表現される。ゼノスケープでは、セッション中に「ヴィジョン」といわれる前世の記憶の断片を手に入れることができる。これらは「権力と栄華」、「恋人」、「深い闇」など、抽象的な言葉によって表現されるキーワードで、これはキャラクターの経験点につながるだけでなく、シナリオ達成のヒントとなるものとして規定されている。GMはヴィジョンを必ずシナリオに関係するヒントになる情報を組み込んだキーワードとして考えなければならない（この部分がマスタリングを困難にしているとして酷評されることも多い）。
プレイヤーにとってのゼノスケープのセッションは、ヴィジョンのキーワードを集める作業でもある。

### 現（うつつ）の夢「ドリーミング・トゥルー」
キャラクターはゲーム中に場所を問わず、前世の記憶をフラッシュバックさせることができる。そうすることによりキャラクターはごく一瞬の間に前世の記憶を追体験することができる。この記憶の追体験を「ドリーミング・トゥルー」と呼ぶ。
「ドリーミング・トゥルー」が行われるとゲームの舞台がアイズに関係する過去のシーンに切り替わり、プレイヤーは自分のPCでなくアイズを演ずることになる。
「ドリーミング・トゥルー」が行われると秘技の発動に必要なトランプが補充される他、「ヴィジョン」が渡されることもある。
これらのルールごとに独自のカードを使えることも特徴である。専用のカードはルールブックに付属。もちろん、表から選んでも良い。
それ以外の小道具とはしてはトランプが必要。
従来のポーンも仕えるが、その代わりに、チェスの駒やチェス板を使うこともできるテーブルトークRPGである。
また、「ルールに使用される独自用語が多すぎる」という批判もある。

## 評価
新しい試みをふんだんに盛り込んだ意欲作ではあったが、まとまりが悪く煩雑なルール群であることは否定できず、「何をするゲームか理解できない」という声も多くあがった（ただし、これはディベロップ不足というよりも、夢や記憶という曖昧なものの雰囲気を強調するために、システマチックになりすぎるのを避けた結果だと思われる。同じような評価を受けているゲームにローズ・トゥ・ロードがある）。また、公式サイトのデザインが悪かったことも要因の一つとされる。
「光の使徒」「アイズ」の概念はどちらも乗っ取られるものであり、混乱を招いた他、PCの身分が転生の力を得ただけの一般人なのに対して、敵組織がサヴェッジ・サイエンス（2005年に発売されたTRPG）のごとく強大で、組織のものがナイトウィザードの魔王のごときタフネスさを誇ることも、シナリオ作成の障害となっている。
特にこのゲームの中核である『前世の自分』をあらわす「アイズ」の概念が困難で、「漫画や小説の架空のキャラクターをアイズにする」「他人のアイズを自分のアイズとして習得する」「過去ではなく未来の人物をアイズにする」「複数のアイズを合成させて新しい前世を“作り出す”」・・・などが可能になる独特のルールは、自由度を高めはしたが、ユーザーが思い浮かべる「前世」という言葉の意味からは遠く離れるものとなり、解釈が紛糾した。
実はこのゲームでのアイズというのはキャラクターの「もう一つの姿」をあらわしたものにすぎず、前世の姿以外もアイズにすることができる。ウルトラマンの変身後の姿もアイズと解釈できるし、ジキル博士にとってのハイド氏はアイズであると解釈しても良いものである。しかし、この部分がうまくユーザーに伝わっていなかったのが問題の一つにあるようだ。
前世ものという側面からは理解されづらかった本作ではあるが、いわゆるロー・ファンタジーものとしては屈指の出来であり、情報収集をビジョンやドリーミング・トゥルーで“情景”と絡めて行うことができる仕組みは、「現代の町を舞台にしたすこし・ふしぎな物語」をテーマにすることが至極やりやすいゲームでもある。

## エピソード
発売前に公開されていた公式サイトは前世ものということで電波系を意識したデザインがされていた。そのせいなのかCyberPatrolおよびisao.netで有害指定され、閲覧できない時期があった。
『ゼノスケープ』の製作スタッフの多くはBEAST BIND 魔獣の絆 R.P.G共通しており、ゲームの雰囲気やコンセプトも通ずるものがある（特にアイズは前世というよりもBEAST BINDでの「魔獣の姿」と解釈した方が理解しやすい）。ただし井上純弌は参加していない。

## 関連書籍
- 輪廻戦記ゼノスケープ ISBN 978-4757704008

（基本ルールブック。エンターブレインより2001年3月26日発売）
- ヴァルキリーズ・ギャンビット〜輪廻戦記ゼノスケープ〜 ISBN 978-4757704077

（小説。エンターブレインより2001年8月発売）
- カレイドスケープ ISBN 978-4883750382

（サプリメント。アトリエサードより/2002年5月発売。ゆうきまさみやめるへんめーかーなど通好みの漫画家をイラストレイターに起用している）